# Lotnisko Johannisthal
Lotnisko Johannisthal (Flugplatz Johannisthal) – lotnisko w Berlinie, funkcjonujące w latach 1909-1952, pierwsze w Niemczech, a drugie w Europie lotnisko komercyjne, drugie regularnie funkcjonujące lotnisko w Niemczech.
Lotnisko ulokowane było między Johannisthal i Adlershof, na pustym obszarze o rozmiarach ok. 2 na 1,5 km. Teren należał do państwa, ulokowały się na nim jedne z najwcześniejszych niemieckich przedsiębiorstw lotniczych: Rumpler (założone w 1908) i Flugmaschinen Wright (zał. 1909), której powstanie było nieformalnie wspierane przez koła rządowe. Wkrótce po założeniu Flugmaschinen Wright, armia pruska zgodziła się na sprzedaż terenu prywatnej firmie, która miała otrzymywać roczną subwencję w wysokości 20 tys. marek (w 1912 podniesioną do 40 tys.), co gwarantowało armii możliwość wykorzystania lotniska. Oficjalne otwarcie nastąpiło 26 września 1909, gdy urządzono w Johannisthal zawody lotnicze. 10 września miał miejsce pierwszy w Niemczech przelot dalekodystansowy: Hubert Latham wystartował z poligonu Tempelhof na samolocie Antoinette i wylądował na Johannisthal. 
Zarządzający lotniskiem wydali 200 tys. marek na jego rozbudowę. Ponieważ lotnisko miało się głównie utrzymywać z biletów wstępu, otoczono je siedmiokilometrowej długości ogrodzeniem o wysokości 4 metrów. Wewnątrz był tor wyścigów z masztami zaznaczającymi punkt zawracania, wokół którego rozmieszczono kilka trybun i hangarów; w kolejnych latach wzniesiono dwie hale dla sterowców. Wkrótce wszystkie (poza Aviatikiem) najważniejsze niemieckie przedsiębiorstwa lotnicze mieściły się na Johannisthal: oprócz Rumplera i Wright, były to fabryki Albatrosa, Augusta Eulera i Hermana Dornera, które oprócz produkcji samolotów zajmowały się też szkoleniem pilotów (w tym dla armii). To właśnie na Johannisthal wydawano pierwsze w Niemczech licencje pilota. Oprócz dużych przedsiębiorstw na Johannisthal (i w bezpośrednim sąsiedztwie) działały też mniejsze, jak np. Goetze, Luft Torpedo, National Flugzeug-Werke, wytwórnie i szkoły lotnicze Maxa Courta, Waldemara Geesta, Karla Kriegera.
W 1912 w ciągu 289 dni lotnych ok. 80 pilotów wykonało łącznie ok. 7,000 lotów; 48 lotników uzyskało licencje pilota. Tylko w grudniu na lotnisku latało 53 pilotów, którzy wykonali 1106 lotów o łącznym czasie 126 h 50 mins. W tym samym roku w Johannisthal ulokował się niemiecki instytut badań lotniczych Deutsche Versuchsanstalt fur Luftfahrt. 
W 1913 lotnisko odnotowało 36 817 startów i lądowań (łączny nalot sięgnął 4096 godzin). Niestety, też w tym roku nad lotniskiem miała miejsce jedna z pierwszych wielkich katastrof lotniczych, gdy eksplodował i spłonął sterowiec LZ 18 (L2).
Po wojnie, 6 lutego 1919 zainicjowano w Johannisthal pierwszą regularną linię lotniczą, do Weimaru (ówczesnej siedziby parlamentu); pierwszy lot zabrał jednego pasażera, 40 listów i 65 kg gazet; kolejne linie uruchomiono do Hamburga i Gelsenkirchen przez Hanower. W 1922 lotnisko obsługiwało też loty międzynarodowe, do Amsterdamu, Londynu, Paryża i Rygi.